# Замостные Какси
Замостные Какси —  деревня в Можгинском районе Республики Удмуртия Российской Федерации. Находится в 19 км к югу от Можги и в 87 км к юго-западу от центра Ижевска.

## География
Находится в пределах Можгинской возвышенности.

## История
С 1955 по 2004 годы входила в Старокаксинский сельсовет.
С 2004 по 2016 годы входила в Старокаксинское сельское поселение, сменившее Старокаксинский сельсовет.
С 2016 по 2021 годы входило сельское поселение Можгинское, после преобразованы, путём их объединения, ряда муниципальных образований района.
С 25 июня 2021 года, в связи с преобразованием муниципального района в муниципальный округ сельское поселение Можгинское упразднено и деревня входит в новообразованный муниципальный округ «Можгинский район».

## Население
| 2008 | 2010 | 2012 |
| ---- | ---- | ---- |
| 340  | ↗371 | ↘366 |

## Инфраструктура
Личное подсобное хозяйство.
Основа экономики — сельское хозяйство.

## Транспорт
Деревня доступна автотранспортом.